# Ланге, Герман
Герман Ланге (нем. Hermann Lange, 16 апреля 1912, Лер, Германская империя — 10 ноября 1943, Гамбург, Третий рейх) — немецкий римско-католический священник и антифашист. Один из четырёх Любекских мучеников.
Во время нацистского правления в Германии открыто выступал против действий режима. За распространение антивоенных листовок был арестован гестапо и приговорён народным судом к смертной казни. Блаженный Римско-католической церкви.

## Биография
Родился в семье учителя мореплавания и домохозяйки. Обучался в средней школе в Лере. В старших классах школы присоединился к Союзу Новой Германии, став участником католического движения за реформы и лидером своей группы. В те же годы, познакомившись с идеологией национал-социализма, категорически отверг нацизм.
Ланге рано почувствовал в себе призвание к священству. Изучал католическое богословие в Мюнстере. В 1938 году был рукоположён в священники в Оснабрюке. После пастырской работы в церкви Святого Иосифа в Нойштадтгоденсе и Лоне, 1 июня 1939 года был назначен адъюнктом, а через год викарием церкви Святейшего Сердца Иисуса в Любеке. Его основным служением на приходе была работа с приходской молодёжью и духовное окормление прихожан-мужчин.
Современники описывали Ланге, как очень серьёзного, надёжного человека, талантливого педагога и интеллектуала. Его проповеди были одними из лучших в церкви. Ланге был теологом, ориентированным на реформы, смотрел на национал-социализм с отвращением и в узком кругу осуждал военные преступления нацистов. Он критиковал военную службу под руководством национал-социалистов.

### Арест и казнь
Ланге занимался копированием и распространением листовок и статей с критикой нацистского режима, включая письменные проповеди епископа Клеменса Августа фон Галена. 15 июня 1942 года он был арестован гестапо по обвинению в «подготовку к государственной измене» после обыска в его доме, который был проведён в прошлом году. Он не отрицал своего негативного отношения к национал-социализму и войне. С ним были арестованы ещё два католических священника, Эдуард Мюллер и Иоганнес Прассек, и лютеранский пастор Карл Фридрих Штельбринк, которые также выступали против нацистского режима, и восемнадцать прихожан церкви Святейшего Сердца Иисуса в Любеке. Ланге был содержался в тюрьме Любек-Лауэрхоф, вместе со Штельбринком. Из своего заключения им было отправлено письмо, в котором он писал: «Лично я очень спокоен и с нетерпением жду того, что должно произойти. Когда человек действительно полностью подчиняется воле Бога, тогда возникает чудесное спокойствие и осознание безусловной безопасности... Люди — всего лишь инструменты в руках Бога. Если Бог желает моей смерти — пусть свершится его воля...» После года предварительного заключения в конце июня 1943 года второй состав Народной судебной палаты, приехавший в Любек из Берлина, в трёхдневный срок вынес приговор. Священнослужители были приговорены к высшей мере наказания за «разложение вооружённых сил в связи с изменой в пользу врага и радиопреступления». Миряне были приговорены к различным срокам наказания. Священнослужители были переведены в тюрьму Холстенгласис в Гамбурге. В заключении Ланге навестил епископ Герман Вильгельм Бернинг. Просьба о помиловании священнослужителей от епископа Любека  была отклонена.
Смертный приговор через обезглавливание был приведён в исполнение 10 ноября 1943 года в 18 часов 26 минут в тюрьме Хольстенгласис в Гамбурге (ныне следственный изолятор) палачом Фридрихом Гером. 
Последними словами Ланге тюремному пастору Бенену были: «...счастливого воссоединения на небесах. Передайте привет моим дорогим жителям Любека и моим соотечественникам в Лере».

### Наследие
В 2003 году был инициирован процесс беатификации трёх римско-католических священников. 1 июля 2010 года пресс-служба Ватикана сообщила, что римский папа Бенедикт XVI уполномочил префекта Конгрегации по канонизации святых «обеспечить исполнение» соответствующего указа. Процесс подготовки к беатификации был завершён. Церемония причисления к лику блаженных Мюллера, Прассека и Ланге прошла 25 июня 2011 года перед церковью Святейшего Сердца Иисуса в Любеке. Во время богослужения был помянут и пастор Штельбринк. Любекские мученики являются символом немецкого экуменизма.
Урна с прахом Германа Ланге была похоронена в его родном городе и теперь находится под стеклянной пластиной в полу склепа ректоральной церкви в Любеке. В октябре 2013 года в пристройке к церкви открылся Мемориальный музей мучеников Любека. Мемориальная доска на внешней стене следственного изолятора в Гамбурге посвящена казнённым в этом здании священнослужителям. В честь Германа Ланге были названы улицы в Любеке, Лере и Гамбурге, а также приходской зал церкви Марии Царицы в районе Логе города Лер.